# Campinaçu
Campinaçu is een gemeente in de Braziliaanse deelstaat Goiás. De gemeente telt 3.908 inwoners (schatting 2009).